# Тагаміт
Тагаміт (від назви гори рос. Тагами, у басейні річки Попігай, Росія) — склувата гірська порода імпактного походження, що має алохтонне залягання. Кристалізуються з розплаву, який утворюється при плавленні порід в момент удару метеорита об Землю. Тагаміти утворюють лінзо- і дайкоподібні тіла серед брекчій, а також потоки, що перекривають брекчії. Потужність тіл розплавлених порід — від декількох до сотень метрів. Переважають тагаміти з масивними текстурами, іноді трапляються пористі й зеленокам'яні. 
Виділяють склуваті, неповно- і повнокристалічні тагаміти.